# Carmen Acedo
Carmen Acedo Jorge est une gymnaste rythmique espagnole, née le 10 février 1975 à Lérida (Espagne). Elle est mariée au marcheur espagnol Jesús Ángel García.

## Biographie
Carmen Acedo commence la gymnastique dans le Club Patricia de Lérida (Espagne) en 1982. En 1989 elle est sélectionnée par Emilia Boneva (es) pour faire partie de l'équipe nationale junior et participe aux Championnats d'Europe junior de Tenerife. Elle obtient alors la médaille de bronze, avec son équipe composée également de Gemma Royo (es), Noelia Fernandez, Montserra Martin, Eider Mendizabal et Ruth Goni et de deux remplaçantes (Diana Martin et Cristina Chapuli (es)).
Elle obtient la médaille de bronze par équipe aux Championnats du monde 1991  à Athènes.
L'Espagnole se classe quatrième du concours individuel aux Jeux olympiques d'été de 1992 à Barcelone avec un total de 57,225 points. Elle remporte la première médaille d'or de l'histoire de la gymnastique rythmique espagnole en terminant première du concours des massues aux Championnats du monde de gymnastique rythmique 1993 à Alicante.